# Нашийник

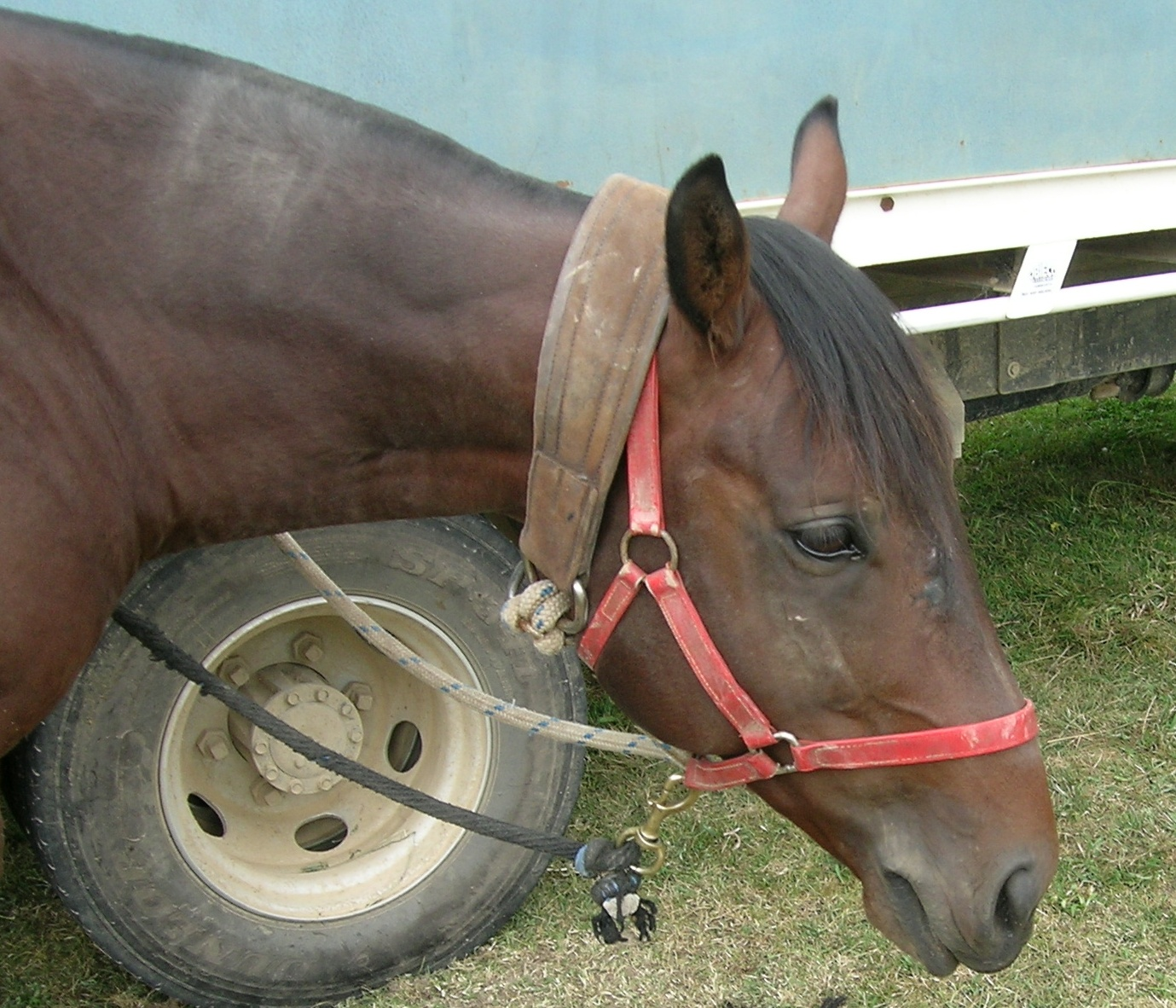
Конячий нашийник

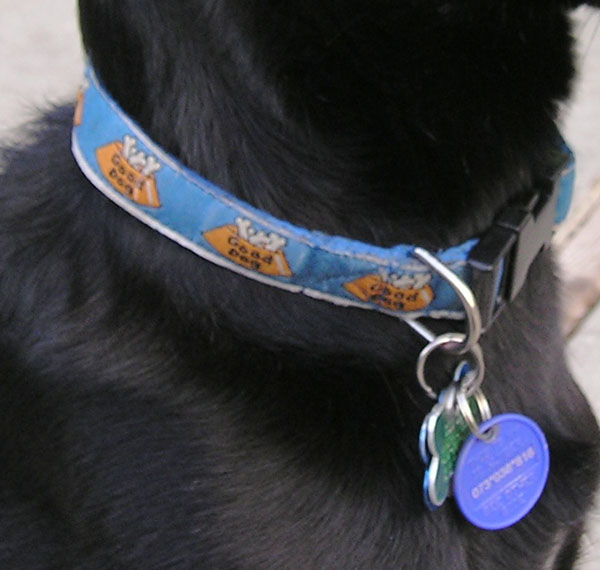
Нейлоновий собачий нашийник

Наши́йник, також уживається обру́чка — виріб у вигляді кругу зі шкіри, тканини, металу, пластмаси, який надягається на шию тварині для обмеження рухливості або у декоративних цілях. Для обмеження пересування до нашийника може прикріплюватися повідець або ланцюжок. Сьогодні використовується, в основному, власниками собак (рідше кішок) для вигулу тварин. Нашийники домашніх тварин можуть бути прикрашені. Існують також спеціальні електронні нашийники, які застосовуються для дресирування, навчання і контролю собак.
Застосовується також разом з намордником.

## Нашийники для собак
Залежно від призначення, нашийники для собак бувають декількох видів:
- повсякденні
- нашийники для дресирування
- виставкові, декоративні.

### Повсякденні
Такий вид нашийника вказує на те, що у собаки є господар, до нього також кріпиться поводок, що дозволяє господареві контролювати вихованця. Як правило, це шкіряні нашийники, оснащені металевою петлею для кріплення повідця.

### Нашийники для дресирування
Ці засоби використовуються для дресирування і коригування поведінки чотирилапих «порушників дисципліни».
- Нашийник-шокер подає електричний імпульс невеликої напруги, який можна порівняти з укусом комара. Господар може переконатися в силі розряду, надівши нашийник для собак на зап'ястя руки і протестувавши його дію.
- «Суворі» нашийники мають внутрішню сторону з шипами та більш небезпечні для тварин.
- Нашийник-петля, або чокер, є найпопулярнішим серед дресирувальників. Чокер затягується, якщо собака надмірно опирається вихователю. Необхідно правильно вибирати та розташовувати чокер на шиї собаки, щоб не завдати шкоди[2].

В будь-якому випадку, якщо ви не впевнені, як правильно використовувати нашийник для дресирування, ви повинні проконсультуватися з тренером ветеринаром.

### Декоративні нашийники
Нашийники такого типу використовуються в основному для прикрашення тварини.

## Використання в культурі
Крім того, нашийник — популярний атрибут та аксесуар готичної субкультури (характерний атрибут готів — нашийник зі шипами).